# Turbonilla guilleni
Turbonilla guilleni is een slakkensoort uit de familie van de Pyramidellidae. De wetenschappelijke naam van de soort is voor het eerst geldig gepubliceerd in 1917 door Bartsch.